# SAFER

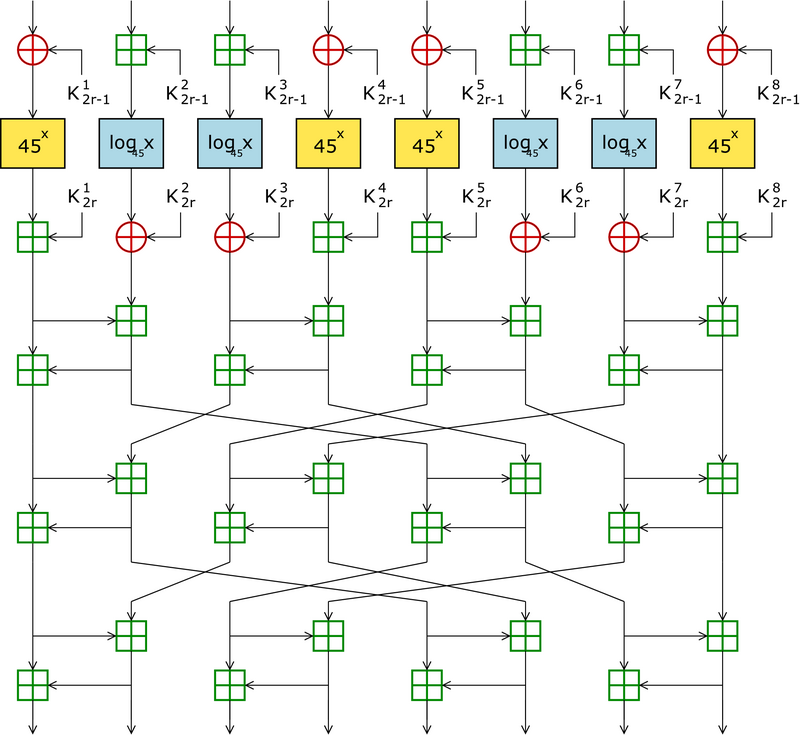
Diagrama SAFER

Em criptografia, SAFER (Secure And Fast Encryption Routine) (Rotina de criptografia segura e rápida) é uma família de cifragem em blocos desenvolvida inicialmente por James Massey (um dos criadores do IDEA) em nome da Cylink Corporation.